# Mitt Göinge
Mitt Göinge (MG) är ett lokalt politiskt parti i Östra Göinge kommun. 

## Historik
Partiet bildades i januari 2018. Bakom partiets födelse stod f.d. liberalerna Tommy Axelsson och Percy Eriksson tillsammans med f.d. socialdemokraterna Ann Ahlbin och Marcus Jeppsson. Percy Eriksson valdes då till ordförande. Partiet beskrev sig som obunda av vänster- och högerblock.
I valet 2018 fick partiet 3,91 och ett mandat i kommunfullmäktige. I valet 2022 fick partiet 180 röster (1,99 %), vilket var en röst mindre än vad som krävdes för ha kvar partiets enda mandat i kommunfullmäktige.

## Valresultat
| År   | Röster | %    | Mandat  |
| ---- | ------ | ---- | ------- |
| 2018 | 352    | 3,91 | 1 av 31 |
| 2022 | 180    | 1,99 | 0 av 31 |